# IPhoneの歴史

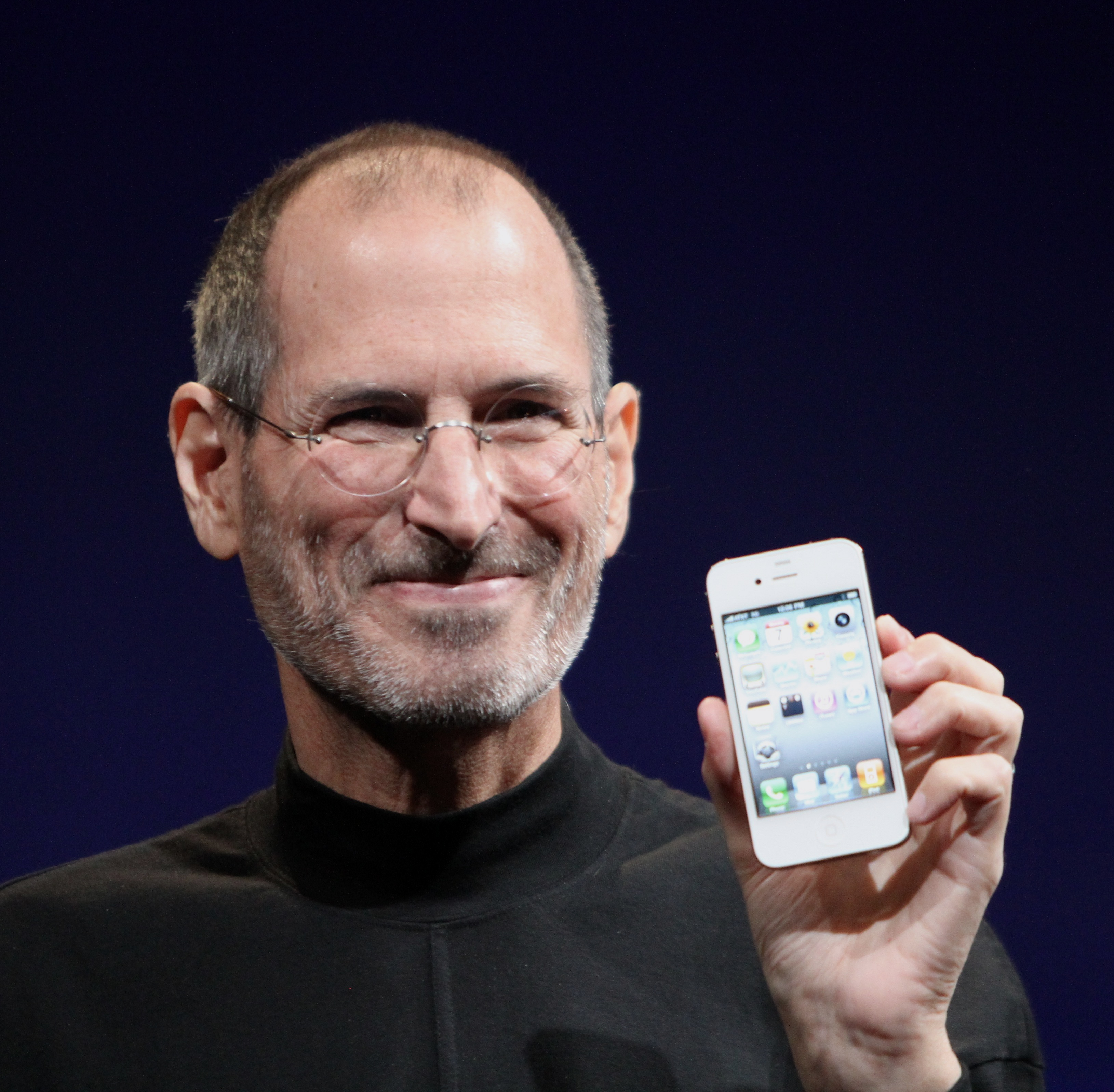
iPhone4を手に微笑むスティーブ・ジョブズ（2010年）

本項では、Appleが開発・販売しているiPhoneの歴史（アイフォーンのれきし）について記述する。

## 着想、開発
Apple phoneのアイディアは、Apple Franceで勤務するフランス人エンジニア ジャン=マリー・ユロ（仏: Jean-Marie Hullot。英語式の読み方ではジャン＝マリー・ヒューロット）から2000年に提案された。ジャン=マリー・ユロはフランスの大学でコンピュータサイエンスの博士号を得てソフトウェアエンジニアとなった人物で、NextStepやMac OS XとそのInterface Builder開発に携わっていた人物だった。当初Apple CEOのジョブズはiPodを開発していたためApple phoneを作ることには及び腰だったが、このジャン=マリー・ユロがジョブズの説得に成功した。最初の開発プロジェクトはフランスのパリで立ち上げられた。だがその開発が真剣に行われるまでに結構な時間がかかり、数年の月日が流れた。2005年のこと、AppleはApple phoneの開発の場をアメリカに集約する決定をし、フランス人エンジニアたちはアメリカのApple本社で働くように要求されたが、ユロはフランスを離れるのを嫌がりそれを断り、彼のチームメンバーらとともにAppleを辞めてしまった。そこで、代わりにアンリ・ラミロ（Henri Lamiraux）がそのプロジェクトのリーダーに選ばれ、スコット・フォーストールもソフトウェアエンジニアとして加わった（フォーストールがiOSやiOSアプリの責任者としてアンリのボスになる）。iPhone開発のApple社内プロジェクトは、2004年にApple CEOのスティーブ・ジョブズが、組込みLinuxベースを主導するハードウェアエンジニアのジョン・ルビンスタイン、スティーブ・サコマン、ハードウェアエンジニアのトニー・ファデル、Mac OS Xベースを主導するソフトウェアエンジニアのスコット・フォーストールとグレッグ・クリスティー、プロダクトデザイナのジョナサン・アイブに、極秘プロジェクト「プロジェクト・パープル」への参加を求めたことで始まったとも言える。ジョブズは彼らに「タッチスクリーンデバイスやタブレットコンピュータの利用方法を調査してほしい」と依頼した（iPadはiPhoneよりも先に2002年から開発が始まり「プロジェクト・パープル」より前にプロトタイプが作られていた）。結果として、スコット・フォーストールたちのMac OS Xベースの開発チームが選ばれ、ジョン・ルビンスタインやスティーブ・サコマンはAppleを去り、トニー・ファデルも彼らに続いて辞任した。

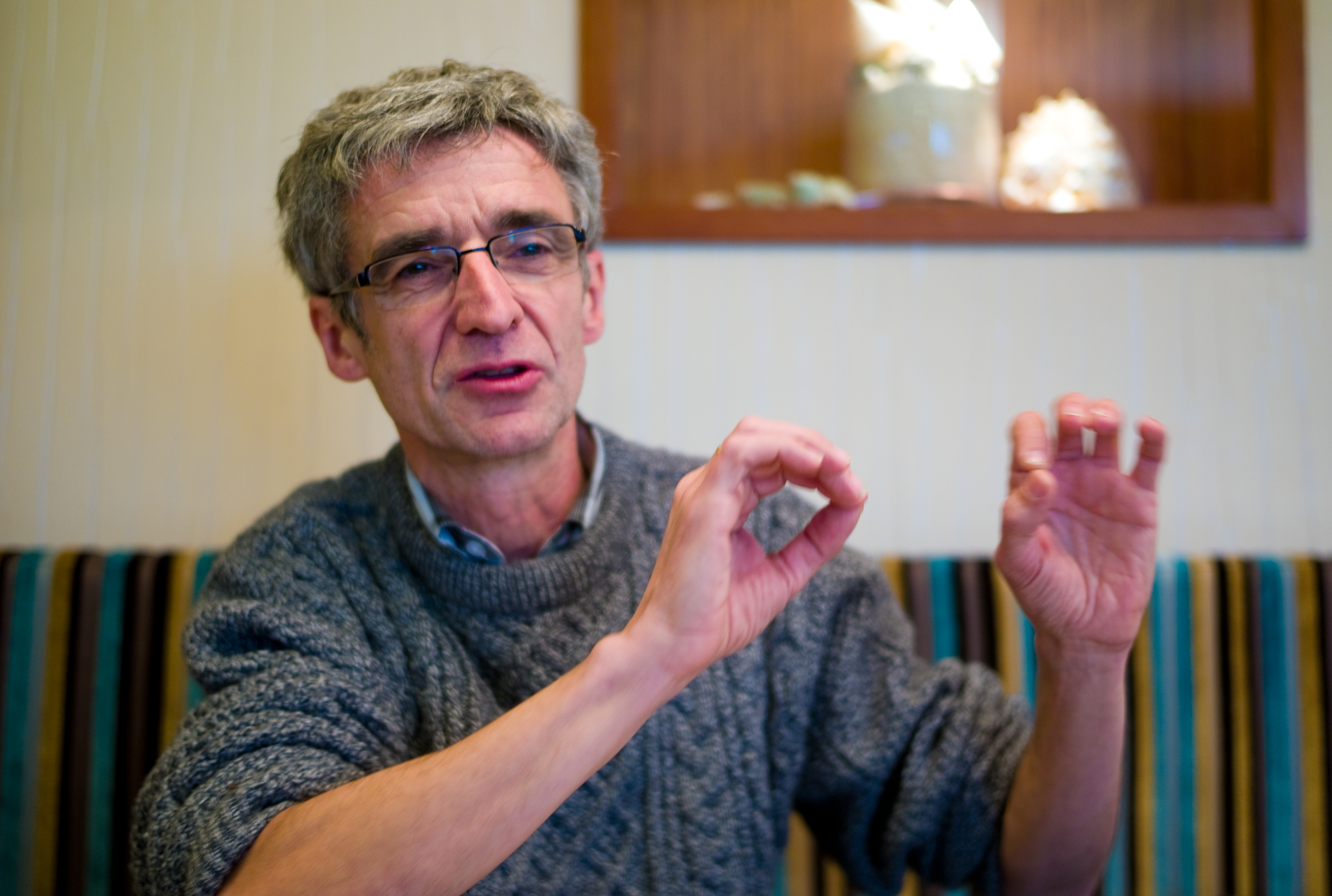
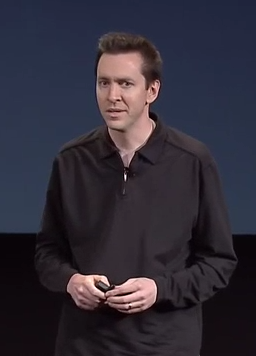
ジャン=マリー・ユロ（2008年）
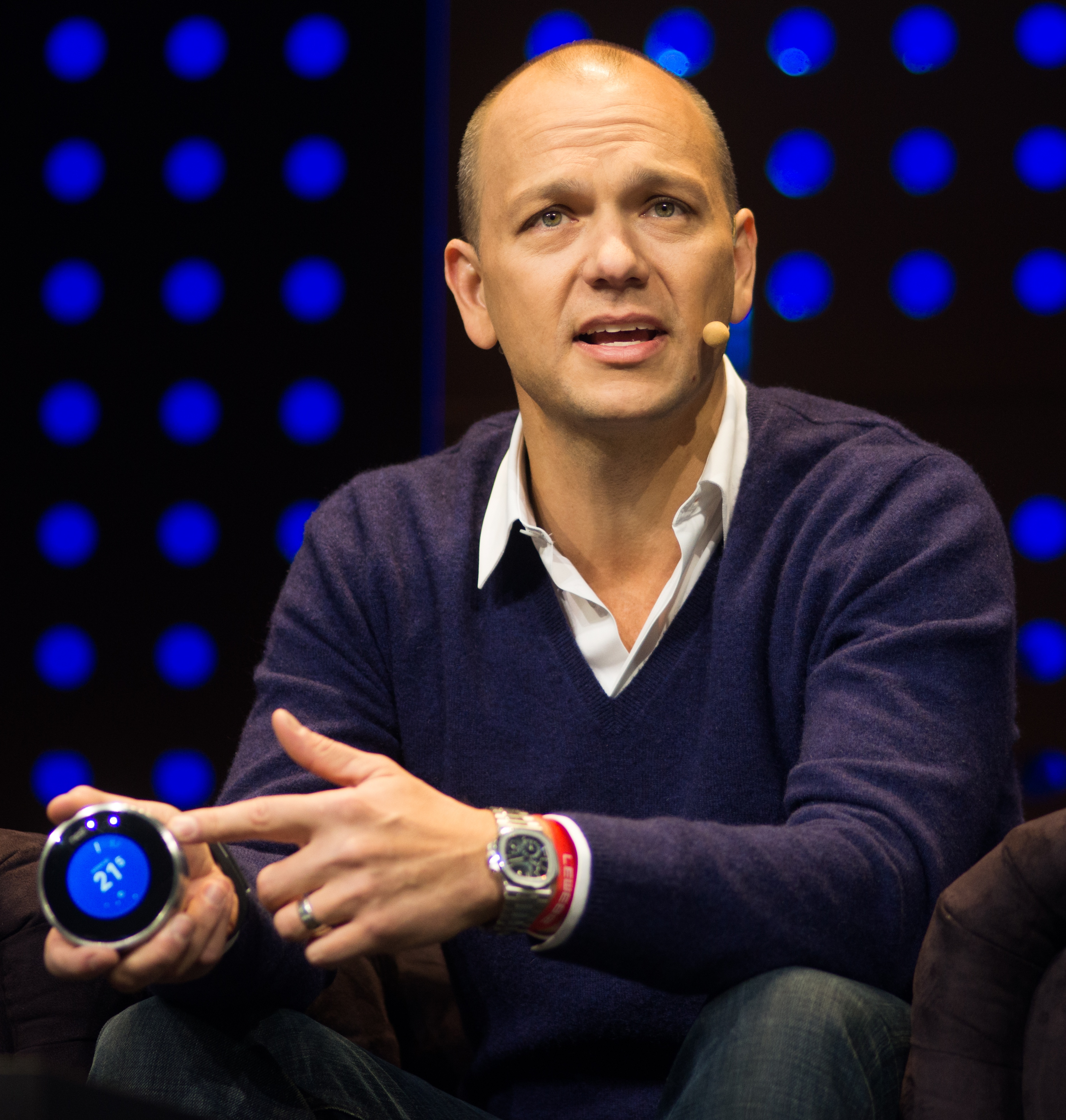
スコット・フォーストール（2008年）
- トニー・ファデル（2012年）
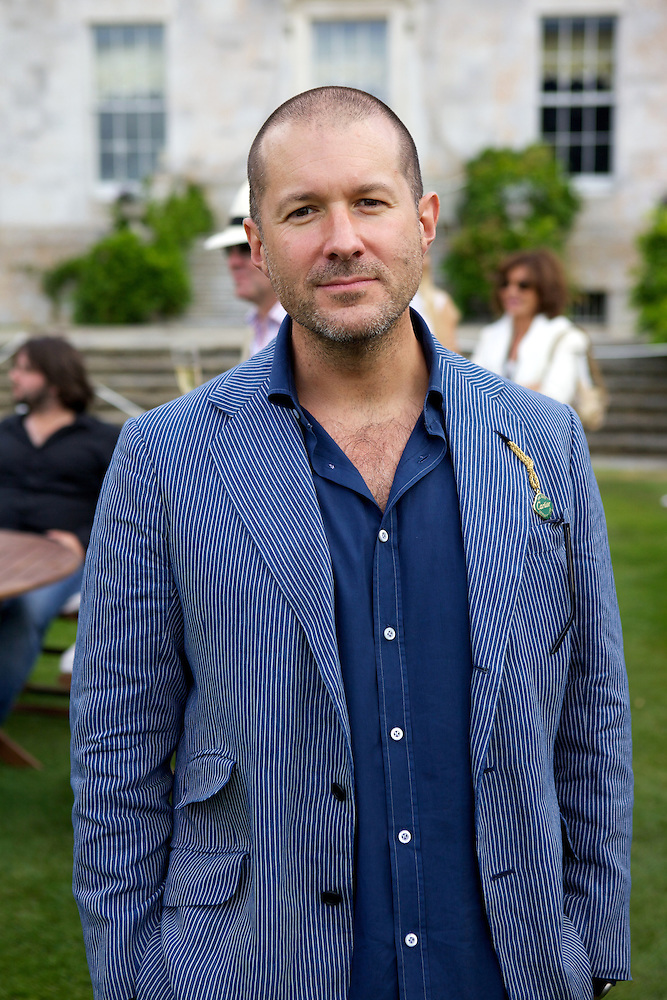
ジョナサン・アイブ（2009年）

ジョブズは、Appleに新しい携帯情報端末を作ってほしいという要望が多く寄せられていたが、タブレットPCや従来の携帯情報端末はAppleが参入する需要の高い市場としては良い選択ではないとの考えを表明した。 ジョブズは、携帯電話が携帯情報にアクセスするための重要なデバイスになると考えており、携帯電話には優れた同期ソフトウェアが必要だと考えていた。当時、ジョブズは、Newton MessagePadの後継機に注力する代わりに、iPodに注力させた。また、iPodとコンテンツを同期させるためのソフトウェア「iTunes」も開発させた。その後、iTunesは2001年1月にリリースされた。
iPhoneの開発初期版は、デバイスと機能のテストをするために2005年に作られた。開発初期版を使うことでAppleは最終製品を発表する前に電話の機能を開発することができた。当然一般公開がなかった為、この開発初期版は初代iPhoneとはみなされていない 。
2005年9月7日、Appleとモトローラが共同で、iTunesを使用した初の携帯電話「Motorola ROKR E1」を開発した。ジョブズは、Apple以外のデザイナー（モトローラ）と妥協しなければならないため、Appleが作りたいと思っていた携帯電話のデザインができなくなってしまったと感じ、ROKRに不満を持っていた。
2006年9月、AppleはROKRのサポートを終了し、写真やビデオを表示できる携帯電話へのシステムを含むバージョンのiTunesをリリースした。
この間にも初代iPhoneの開発はひそかに続けられていた。

## 発表

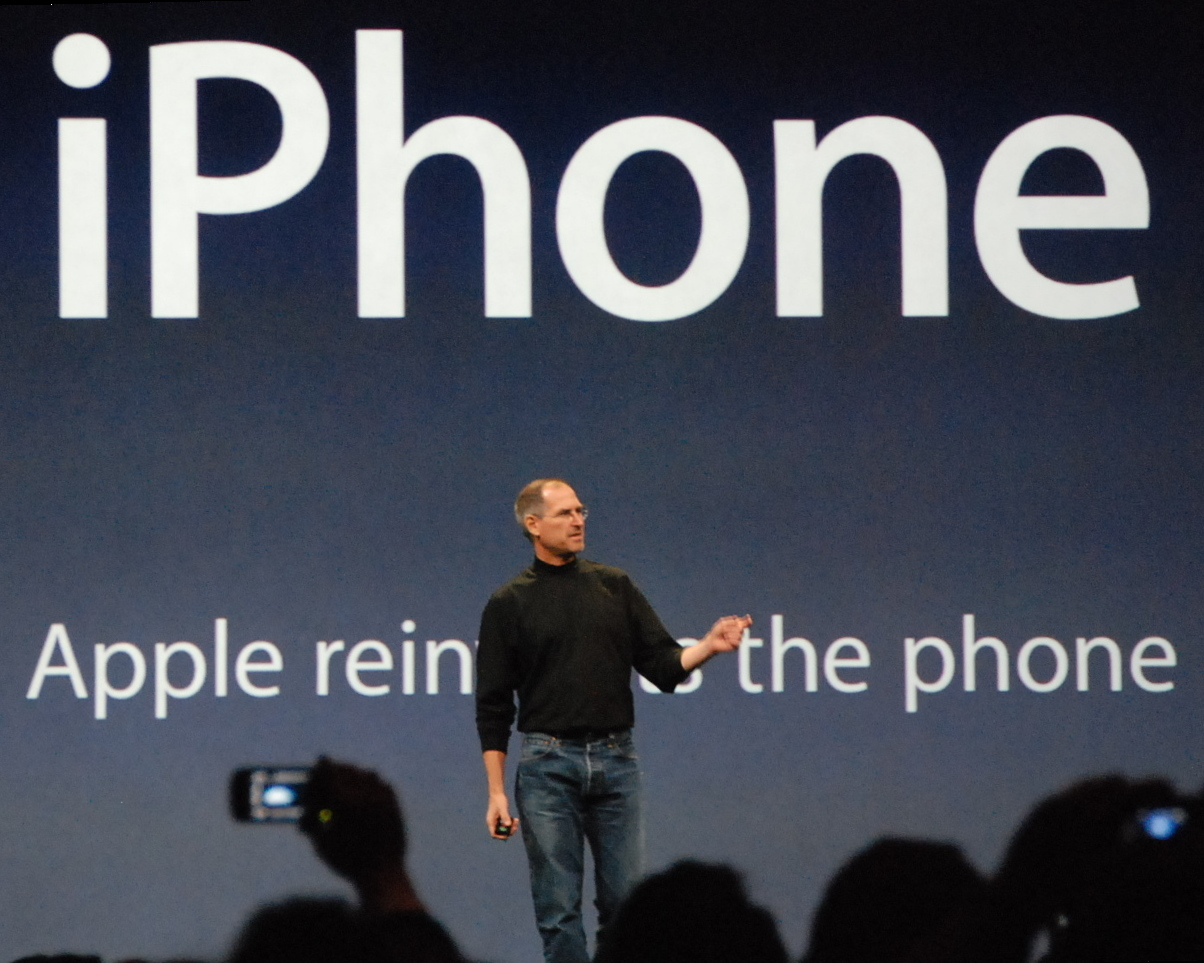
iPhoneを発表するスティーブ・ジョブズ（2007年1月9日）。「iPhone / Apple reinvents the phone.（Appleは電話を再発明する）」。

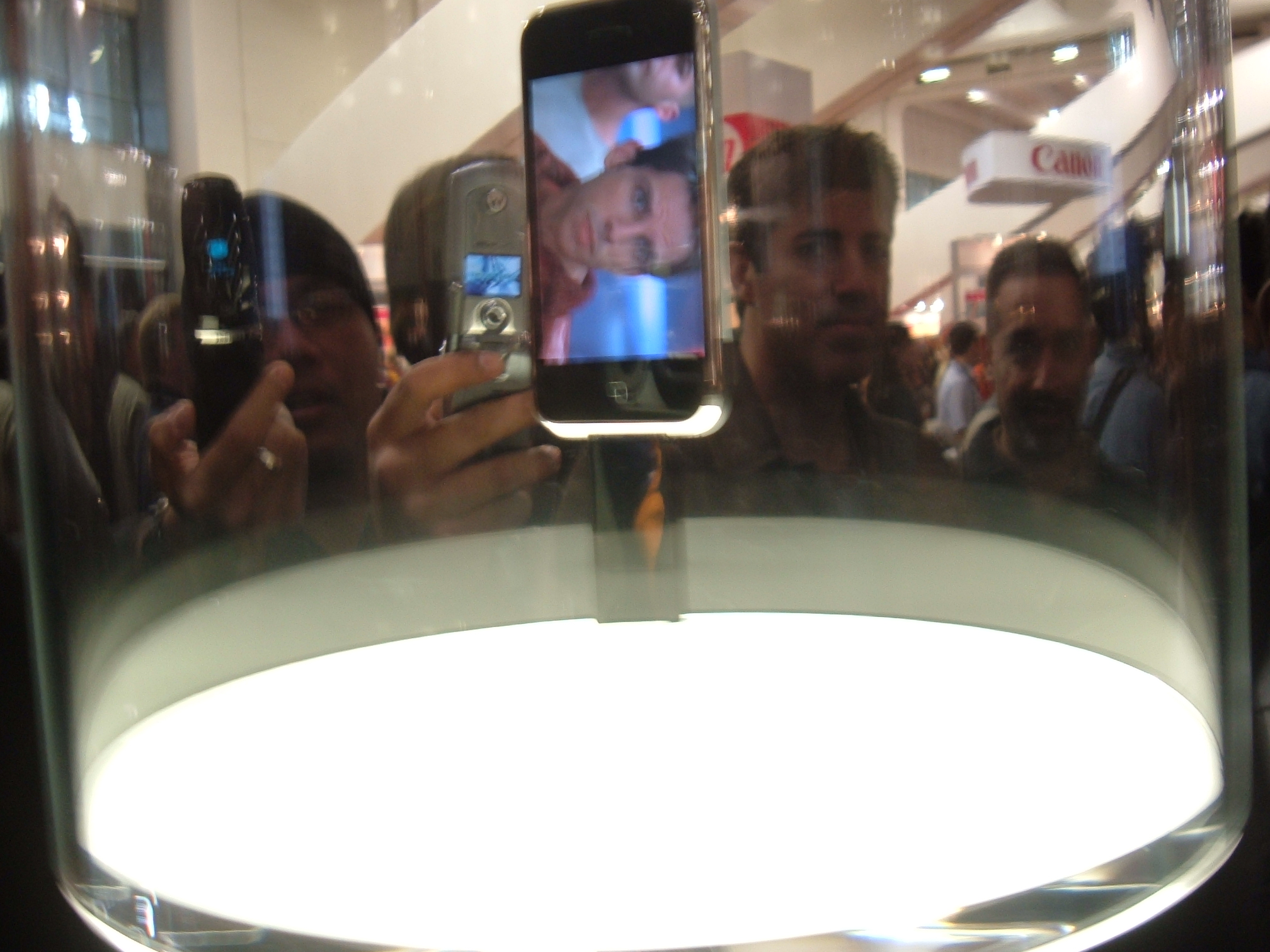
2007Macworldでガラスケースの中に展示された最初のiPhone。

2007年1月9日、スティーブ・ジョブズはMacworldの基調講演で次のように初代iPhoneを発表し、多くのメディアの注目を集めた。

## 各国での発売時期
2007年6月29日、まずはアメリカ合衆国で初代iPhoneが発売された。
他の各国での発売（リリース）は数ヶ月ずつずらし（2007年11月から2014年10月にかけて）順次行われた。現在ではiPhoneはほとんどの国で利用できる。。